# KEIRINグランプリ2010
KEIRINグランプリ2010（けいりん・グランプリ・にせんじゅう）は2010年12月30日（木）に立川競輪場で開催されたKEIRINグランプリである。優勝賞金1億円。

## 出場選手
- 当年12月5日に行われた、第52回朝日新聞社杯競輪祭決勝戦終了後、出場選手が決定された[1]。

| 車番   | 選手       | 登録地 | 出場要件事項                                                    |
| ------ | ---------- | ------ | --------------------------------------------------------------- |
| 1      | 武田豊樹   | 茨城   | 獲得賞金額5位                                                   |
| 2      | 村上義弘   | 京都   | 獲得賞金額2位                                                   |
| 3      | 山崎芳仁   | 福島   | 第53回オールスター競輪（いわき平競輪場） 優勝                   |
| 4      | 市田佳寿浩 | 福井   | 第19回寬仁親王牌・世界選手権記念トーナメント（前橋競輪場） 優勝 |
| 5      | 海老根恵太 | 千葉   | 第52回朝日新聞社杯競輪祭（小倉競輪場） 優勝                     |
| 6      | 佐藤友和   | 岩手   | 第26回読売新聞社杯全日本選抜競輪（宇都宮競輪場） 優勝           |
| 7      | 村上博幸   | 京都   | 第63回日本選手権競輪（松戸競輪場） 優勝                         |
| 8      | 平原康多   | 埼玉   | 第61回高松宮記念杯競輪（大津びわこ競輪場） 優勝                 |
| 9      | 伏見俊昭   | 福島   | 獲得賞金額7位                                                   |
| 誘導員 | 高橋大作   | 東京   |                                                                 |

- 補欠 … 山口幸二（岐阜）

※村上は兄弟揃って出場。取得賞金順位の算定期間は2010年1月1日 - 12月5日。

## 成績
佐藤が先行。最終バックの村上義の捲りは、山崎に併せられて万事休す。ここで村上義の後位の村上博が4角で山崎後位に入り込んで、山崎とほぼ並んでのゴールイン。写真判定の末、微差で村上博の優勝となった。史上8例目（第1回を除く）となる、グランプリ初出場初優勝を果たした。
12月30日(木)
| 着順 | 車番 | 選手       | 登録地 | 着差    | 決まり手 | 上がり(秒) | H/B |
| ---- | ---- | ---------- | ------ | ------- | -------- | ---------- | --- |
| 1    | 7    | 村上博幸   | 京都   |         | 差し     | 11.6       |     |
| 2    | 3    | 山崎芳仁   | 福島   | 微差    | 捲り     | 11.8       |     |
| 3    | 9    | 伏見俊昭   | 福島   | 1車輪   |          | 11.7       |     |
| 4    | 4    | 市田佳寿浩 | 福井   | 3/4車身 |          | 11.6       |     |
| 5    | 5    | 海老根恵太 | 千葉   | 1/2車輪 |          | 11.1       |     |
| 6    | 1    | 武田豊樹   | 茨城   | 1車身   |          | 11.4       |     |
| 7    | 2    | 村上義弘   | 京都   | 3/4車身 |          | 12.0       |     |
| 7    | 6    | 佐藤友和   | 岩手   | 3/4車身 |          | 12.2       | HB  |
| 9    | 8    | 平原康多   | 埼玉   | 3/4車身 |          | 11.7       |     |

### 配当金額
| 枠番二連勝複式 | 3=5   | 1880円  |
| 枠番二連勝単式 | 5-3   | 4430円  |
| 車番二連勝複式 | 3=7   | 2820円  |
| 車番二連勝単式 | 7-3   | 6550円  |
| 三連勝複式     | 3=7=9 | 3410円  |
| 三連勝単式     | 7-3-9 | 35710円 |
| ワイド         | 3=7   | 780円   |
| ワイド         | 7=9   | 820円   |
| ワイド         | 3=9   | 360円   |

## エピソード
- 地上波中継は、『KEIRINグランプリ2010』《日本テレビ系列全国ネット》。また一部放送局[注 1]ではCS放送の同時ネットを行った。

- GP単体の売上は、49億0674万0100円。

- シリーズ全体の目標額は140億円だったが、シリーズ三日間の売り上げは128億3728万9500円となった。

- 今回の村上は、近畿勢初の大会制覇。第26回にして、全国8地区すべてでGP覇者が誕生した[4]。